# Slot 2
Slot 2 — фізична та електрична специфікації для 330-контактного процесорного роз'єднувача для деяких моделей процесорів Pentium II Xeon та Pentium III Xeon компанії Intel.

## Історія
Розніми Slot 1 і Slot 2 були розроблені компанією Intel, як заміна для рознімів Zero insertion force, найвідомішим з яких є Socket 7. Slot 2 не призначався для заміни вже існуючого роз'єднувача Slot 1, який використовувався на персональних комп'ютерах, а повинен був встановлюватися на робочі станції та сервери вищого рівня. Він розроблений спеціально для використання з процесором Xeon, як новий роз'єднувач для материнських плат, і був призначений для встановлення процесора Pentium II всередині спеціального кожуха, збільшеного в розмірах у порівнянні з попередніми моделями. Попередником цього роз'єднувача є Socket 8, а його спадкоємцями — Socket 603 та Socket 604. Надалі, роз'єднувач Slot 2 використовувався і на процесорах Pentium III Xeon, але пізніше був замінений роз'єднувачем Socket 370.

## Технології
Pentium II Xeon, який був розроблений для використання на багатопроцесорних комп'ютерах, багато у чому схожий на пізніші моделі Pentium II, на основі ядра P6 Deschutes. Однак, мав ширший вибір обсягу кеш-пам'яті другого рівня (від 512 до 2048 кілобайт), і повношвидкісну кеш-пам'ять другого рівня (Pentium 2 використовував сторонні чипи SRAM, які працювали на 50 % від своєї потужності, щоб знизити його вартість).